# 시그투나

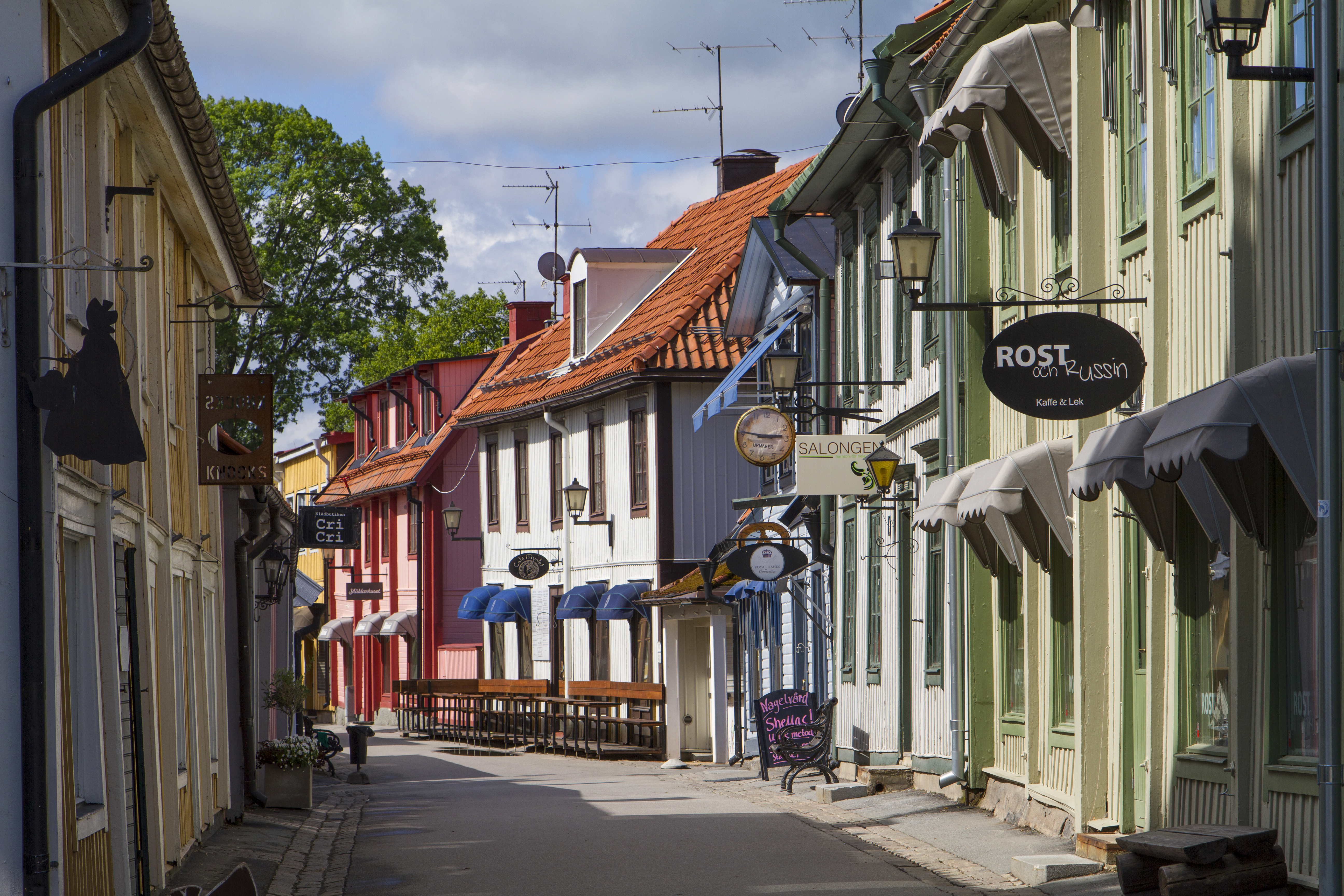
시그투나

시그투나(스웨덴어: Sigtuna)는 스웨덴 스톡홀름주의 도시로 면적은 4.57km2, 인구는 8,444명(2010년 12월 31일 기준), 인구 밀도는 1,849명/km2이다.
980년에 설립되었으며 스웨덴에서 오랜 역사를 가진 도시 가운데 하나로 여겨진다. 11세기 이전에 작성된 문헌, 특히 고대 노르드어 사가, 중세 초기의 문헌에 시그투나 구 시가지가 등장할 정도로 오랜 역사를 갖고 있다.

시 문장